# これが私の御主人様
『これが私の御主人様』（これがわたしのごしゅじんさま）は、原作：まっつー、作画：椿あすによる日本の漫画。

## 概要
2002年より、『月刊少年ガンガン』増刊『ガンガンパワード』（スクウェア・エニックス発行）にて連載していた。単行本は、ガンガンコミックスより全5巻。
物語の舞台は、山口県宇部市。作品の随所に、OVA『銀河英雄伝説』のネタがちりばめられている。
2005年4月には、ガイナックスとSHAFTの制作で、全12話でアニメ化された。
2007年2月発売の『ガンガンパワード』Vol.5における掲載を最後に連載休止となった。まっつーと椿あすとのトラブルが理由とされるが、詳細は公にされていない。2008年6月に自身の公式サイトと2ちゃんねるスレッド上にて、まっつーが椿あすと離婚することを発表、2008年6月27日にて正式に離婚した。その中で、椿あすが二度とまっつーと仕事をしないことを伝えた。
連載は作画担当を変更して続行するとしているが、連載再開の目処が立っておらず、事実上の打ち切りとなった。最終話において「第一部完」という表現がなされており、最低限ストーリー的には綺麗にまとまって終わっている。

## あらすじ
本作は作中人物の言葉を借りると、「親の遺産を受け継いで一人暮らしをしている思春期真っ只中の少年が、世間の目が届かないのをいいことに広大な屋敷にいたいけな少女を囲って、欲望の赴くままに自分の趣味の世界を作って奉仕させる」という物語である。
バイト先を求めてさまよっていた家出中の姉妹、沢渡いずみ・沢渡みつきが辿り着いたのは、両親の死により莫大な資産を相続した中学生・中林義貴の屋敷だった。たまたまメイドを募集中だった義貴は、みつきのペットである凶暴なワニ・ポチが壊した家財の弁償することになった沢渡姉妹に、借金のカタをつけるという名目で「メイドとして働かせる」ことにしてしまう。
さらに、いずみとの出会いにより、同性愛に目覚めたクラスメイトの美少女・倉内安奈までも、義貴のメイドとして働くことになる。

## 登場人物

### メインキャラクター
中林義貴（なかばやし よしたか）
声 - 皆川純子
親の遺産を受け継いで一人暮しをしている、下心丸出しの思春期真っ只中の少年。ロリコンで制服マニアで、隠し撮りマニアのギャルゲーマニアである。その屈折した性格と趣味嗜好から、いずみ達をメイドとして雇い、ハーレム生活を送ろうとする。
沢渡いずみ（さわたり いずみ）
声 - 浅野真澄
ペットのポチを自宅で飼えなくなった事から妹のみつきと家出を決意する。勝気で意地っ張りな性格で、義貴とはケンカばかりであるが、お互いに気になる存在。泊めてもらった義貴の家で、高価なツボや装飾品をポチが破壊したため、その借金500万円の返済のためにメイドとして働くことになる。しかし、毎度のドタバタの末の破壊活動のため、借金は減ることはない。変態に好かれやすく、周囲の人間のほとんどがその類いの人間である。妹思いの姉だが、その妹のせいで酷い目に遭っている。原作では、最終的に5億円まで借金が増えている。アニメではメイドアイドルとしてもデビューする一面もある。巨乳。
沢渡みつき（さわたり みつき）
声 - 清水愛
おっとり系だが行動力のある女子中学生。姉と違って順応力があり、メイド姿にも抵抗はない。やや発育不良気味だが、むしろそれを自分の武器にしてしまう強さを持ち合わせている。その可愛らしい外見から多くの男性に慕われており、親衛隊まで存在する。姉のいずみ達の写真を内緒でネット上で売り捌き、アイドルとして売り出してしまうなど腹黒い一面もある。
倉内安奈（くらうち あんな）
声 - 植田佳奈
当初はまともな正統派の美少女であったが、いずみとの出会いからレズビアンに目覚めた義貴のクラスメイト。いずみと一緒に居たいがために義貴のメイドとなる。いずみと結婚するために同性結婚が認められているオランダへ居住したいとオランダ語の勉強にも取り組んでいる。料理は殺人的に下手で、彼女の料理の威力は、猛毒である青酸カリをはるかに上回り、義貴曰く、致死量は0.1mg。
ネーミングはアダルトビデオのロリータ系女優である「倉本安奈」から取っていると噂されている。

### サブキャラクター
沢渡父
声 - 松本大
沢渡姉妹の父。下の名前は不明。義貴が「世間の目が届かないのをいいことに広大な屋敷にいたいけな少女を囲って、欲望の赴くままに自分の趣味の世界を作って奉仕させている」という、やけに正確な噂を聞きつけて襲撃してきた。極度のドウターコンプレックス（娘達を「妻と同じように」愛しているらしい）で、娘が義貴の毒牙にかかるのを心配しているが、はっきり言って本人も義貴と同類の人間である。
沢渡瑞穂（さわたり みずほ）
声 - 大原さやか
沢渡姉妹の母。普段はおっとりしているが腹黒い部分がある。夫とは逆に娘を義貴とくっつけて玉の輿を狙っている。いずみによると年齢は30歳らしい。
沢渡かりん（さわたり かりん）
声 - 宍戸留美
沢渡姉妹の末妹。まだ5歳の幼女だが、義貴の「果てしなく低いストライクゾーン」にはジャストミートのため、父親の入院で中林邸に預けられた彼女を巡って、いずみと義貴が攻防戦を繰り広げることに。
生まれたときからポチを遊び相手に育ってきたためか、「いい人」かどうかの判断基準が「ワニを好きかどうか」で決められる。そのため、（かりんが見ている所では）ポチと仲のいい義貴には懐き、ポチを苦手としているいずみには不信感を持っている。
原作版の第四話でいずみがみつきのことを「あたしにはたった一人の妹」と言うシーンがあったことを作者が忘れたまま書いていたため、いずみがボケていたという話になった。
ポチ
声 - 津久井教生
沢渡姉妹の飼いワニ。とてもワニとは思えない知能と外観と習性の持ち主。彼も義貴と同類であり、可愛い女の子には目がない。男性には非常に狂暴で、横柄にふるまう。
初期ではワニらしい体型だったが、後にカバのような体型になっている。
太郎（たろう）、花子（はなこ）
ポチの父と母。ポチが生まれるまでは沢渡家で飼われていたが、卵を守っていることを知らずに近づいたみつきに噛みついたため父が保健所に通報し、連行された。その後は処分されたと思われたが、瑞穂によって保護されていた。
久米伸治（くめ しんじ）
声 - 遠近孝一
みつき親衛隊の隊長。通称クメシン。極度のロリコン。なお、原作者のお気に入りサイトの管理人がモデルとなっているが、その管理人はロリコンではない。
アリシア
声 - 桑谷夏子
いずみと同じ性癖の持ち主、短くまとめればS。義貴の思いつきで南国リゾートに行った際に出逢った。
エレン
声 - 荒井静香
アリシアの飼いワニ。
中林誠一郎（なかばやし せいいちろう）
声 - 朴璐美
義貴のいとこで、義貴と同じく両親を亡くし遺産を受け継いでいる。趣味もまた義貴と同じくロリコンで制服マニアで、隠し撮りマニアのギャルゲーマニアだが誠一郎はその上女装趣味もあるようである。いずみ曰く「義貴に比べて外道ではなさそう」だが、義貴とは五十歩百歩といった所。幼い頃のトラウマから爬虫類に対する恐怖心があり、ワニのポチを最も苦手としている。
杉田多可美（すぎた たかみ）
声 - 川澄綾子
富める家の令嬢で尊大なSだが、漫画版に於いてはみつきに（Mの）親衛隊を奪われたばかりか、家自体がみつきによって破産に追いやられ、義貴の家でメイド（事実上の債務奴隷）をしたことがある。

## テレビアニメ
2005年4月7日から6月30日まで、BS-i（現BS-TBS）にて全12話に渡って放送された。BSデジタル放送ということもあり、作品の画面比は16:9のハイビジョンサイズ（ハイビジョン制作）である。この作品を以ってBS-i限定放映深夜アニメ枠は一時休止、2006年10月放送開始の『Kanon（第2作）』で再開した。
2005年11月13日から2006年1月29日まで、アニマックスでも放送。また「「やっぱり見るなら1話から!」というアニマックスの企画の中の一つとして、2006年3月11日から28日にかけても日曜・月曜を除き連日放送された。

### スタッフ
- 監督・シリーズ構成 - 佐伯昭志
- キャラクターデザイン・総作画監督 - 高村和宏
- 美術監督 - 平間由香、保木いずみ
- 色彩設計 - 高谷知恵
- 撮影監督 - 西村徹也
- 編集 - 瀬山武司
- 音響監督 - 飯田里樹
- 音楽 - 長岡成貢
- 外道協力 - あかほりさとる
- プロデューサー - 源生哲雄、関戸雄一、佐藤裕紀、古神子広一
- アニメーションプロデューサー - 久保田光俊
- アニメーション制作 - GAINAX×SHAFT
- 製作 - 御主人様プロジェクト（TBS、ジェネオンエンタテインメント、GAINAX、メモリーテック）

### 主題歌
オープニングテーマ「TRUST」
作詞・作曲・歌 - 奥井雅美 / 編曲 - 長岡成貢
エンディングテーマ「愛情のカタマリ」
作詞 - こさかなおみ / 作曲・編曲 - 長岡成貢 / 歌 - いずみ・みつき・安奈（浅野真澄・清水愛・植田佳奈）
- 『これが私の御主人様 音楽篇』に収録

### 各話リスト
| 話数 | サブタイトル | 脚本           | 絵コンテ          | 演出       | 作画監督          |
| ---- | --- | -------------- | ----------------- | ---------- | ----------------- |
| 1    | これが私の御主人様!? | 佐伯昭志       | 佐伯昭志          | 佐伯昭志   | 高村和宏          |
| 2    | その壷、500万… | 佐伯昭志       | 大塚雅彦          | 大塚雅彦   | 松林唯人          |
| 3    | ロリコンで制服マニアで隠し撮りマニアのギャルゲーマニア | 花田十輝       | 大森英敏          | 大久保唯男 | 糸島雅彦          |
| 4    | 異常な状況下で結ばれた男女は長続きせんじゃろう | 与口奈津江     | 今石洋之          | 西村博昭   | 大河原晴男        |
| 5    | 親の遺産を受け継いで一人暮らしをしている思春期真っ只中の少年が 世間の目が届かないのをいいことに広大な屋敷にいたいけな少女を囲って 欲望の赴くままに自分の趣味の世界を作って奉仕させているという噂 | あおしまたかし | 加藤洋人          | 加藤洋人   | 加藤洋人          |
| 6    | 沢渡いずみ争奪戦シリーズ!絶叫肝試し! 秘湯特急東北湯煙姑殺人欲望に燃えるエリート家庭マドンナ教師の 乱れたマンション経営の跡目争いを家政婦は見た!                                                  | 花田十輝       | 角田一樹          | 西村博昭   | 甲斐泰之          |
| 7    | これがいずみの♥♥♥!? | 佐伯昭志       | 福田道生          | 鈴木利正   | 村山公輔          |
| 8    | 果てしなく低いストライクゾーン | あおしまたかし | 大森英敏          | 大久保唯男 | 梶浦紳一郎        |
| 9    | いずみはいずみでももう何者にも屈しないいずみ | 与口奈津江     | 中山勝一          | 中山勝一   | 松林唯人          |
| 10   | これが私の王子様!? | 佐伯昭志       | 田所修            | 加藤洋人   | 加藤洋人          |
| 11   | 遙かなる彼の義貴 | 佐伯昭志       | 佐伯昭志 古川政美 | 西村博昭   | 甲斐泰之          |
| 12   | これが私の御主人様!! | 佐伯昭志       | 佐伯昭志          | 佐伯昭志   | 村山公輔 松林唯人 |

## ラジオ
2005年4月7日から9月29日まで、BSデジタルラジオ・BSQR489にて、『GENEON Presents 週刊アニメプレス〜これが今夜の御主人様〜』が、毎週木曜日22時00分から23時00分に放送（翌週火曜日に、同放送がインターネットラジオ「週刊アニメプレス」内で配信）された。パーソナリティは、清水愛・植田佳奈。全26回。

## 商品

### 単行本
ガンガンコミックス（スクウェア・エニックス）で発売。
1. 2003年6月21日発売[1]、ISBN 978-4-7575-0971-9
2. 2004年2月21日発売[2]、ISBN 978-4-7575-1144-6
3. 2005年2月22日発売[3]、ISBN 978-4-7575-1365-5
4. 2005年12月22日発売[4]、ISBN 978-4-7575-1587-1
5. 2007年2月22日発売[5]、ISBN 978-4-7575-1943-5

単行本は香港では「我的主人」、台湾では「我的主人愛作怪」のタイトルで刊行されている。また、2007年より米国で刊行予定。ちなみに香港では18禁である。

### 公式ファンブック
スクウェア・エニックスより発売。
- これが私の御主人様 公式ファンブック〜プロローグ〜（2005年5月、ISBN 4-7575-1428-X）
- これが私の御主人様 パーフェクトガイドブック（2005年6月、ISBN 4-7575-1452-2）
- これが私の御主人様 コンプリートブック〜メイドBLOG〜（2005年10月、ISBN 4-7575-1543-X）

### DVD
ジェネオンエンタテインメントより発売。
- これが私の御主人様 緊急特報!
- これが私の御主人様（全6巻）

### CD
ドラマCD
フロンティアワークスより発売。
1. ドラマCD これが私の御主人様 1
2. ドラマCD これが私の御主人様 2

キャラクターソング等
ジェネオン・エンタテインメントより発売。
- これが私の御主人様 音楽篇（2005年6月10日、GNCA-1029）
- これが私の御主人様 CHARACTER ALBUM - 001 IZUMI
- これが私の御主人様 CHARACTER ALBUM - 002 MITSUKI
- これが私の御主人様 CHARACTER ALBUM - 003 ANNA